# Fågelbacken
Fågelbacken is een wijk in het stadsdeel Västra Innerstaden van de Zweedse stad Malmö. De wijk telt 2.642 inwoners (2013) en heeft een oppervlakte van 0,14 km². Veertig procent van de wijk bestaat uit flatgebouwen, de overige zestig procent zijn appartementencomplexen.

## Demografie
Zeventig procent van de huishoudens bestaat uit één persoon, vijfentwintig procent uit twee personen en slechts vijf procent van de huishoudens bestaat uit drie of meer personen. Het werkloosheidscijfer in de wijk ligt op twee procent. Drie procent van de inwoners leeft in de bijstand.